# Splendeuptychia clorimena
Espèce
Splendeuptychia clorimena est une espèce de papillons de la famille des Nymphalidae et de la sous-famille des Satyrinae et du genre Splendeuptychia.

## Dénomination
Splendeuptychia clorimena a été décrit par Caspar Stoll en 1790 sous le nom initial de Papilio clorimena.

## Description
Splendeuptychia clorimena est un papillon au dessus marron.
Le revers est beige doré avec aux ailes postérieures un gros ocelle pupillés de gris métallisé près de l'angle anal.

## Écologie et distribution
Splendeuptychia clorimena est présent au Pérou, au Surinam et en Guyane,,.

### Biotope
Il réside dans la forêt primaire.

### Protection
Pas de statut de protection particulier